# Emlichheim
Emlichheim (Língua neerlandesa: Emmelkamp) é um município da Alemanha localizado no distrito de Grafschaft Bentheim, estado de Baixa Saxônia.
Pertence ao Samtgemeinde de Emlichheim.